# Sponsorenlink
Als Sponsorenlink (auch gesponserter Link, englisch: sponsored link) wird ein bezahlter Eintrag innerhalb von Suchergebnissen bezeichnet.
Unternehmen, die bei Suchmaschinen eine hohe Position bei der Auflistung der Suchergebnisse zugeteilt haben möchten, haben durch Keyword-Advertising die Möglichkeit, für bestimmte Suchanfragen eine gute Position innerhalb der Suchergebnisse zu kaufen. Die bekanntesten derartigen Werbeprogramme sind Google AdWords und Yahoo Search Marketing. Abgerechnet wird bei diesen Programmen zumeist nach Anzahl der Klicks auf den gekauften Link (Pay per Click).
Bei den großen allgemeinen Suchmaschinen Google, Yahoo und Bing werden die bezahlten Suchtreffer als Werbung kenntlich gemacht. Sie werden in einem Werbeblock zusammengefasst und nicht mit den natürlichen Suchergebnissen vermengt. Dieser Werbeblock wird normalerweise rechts neben den natürlichen Suchergebnissen angezeigt. In selteneren Fällen werden Werbeblöcke über den natürlichen Suchergebnissen (bei Yahoo auch darunter) eingeblendet.
Google Inc. hat mit gesponserten Links 2002 weltweit rund 294 Millionen US-Dollar umgesetzt, Yahoos zugekaufte Tochterfirma Overture sogar 667 Millionen. Eine Studie von 2003 schätzte, dass der Weltmarkt für solche gesponserten Links bis 2007 auf rund sieben Milliarden US-Dollar angewachsen ist.

## Bewertung
Sponsorenlinks stoßen vor allem dann auf Kritik, wenn nicht klar ist, welche Treffer der Suchmaschine nur aufgrund von Zahlungen auf einem vorderen Rang angezeigt werden. Viele Benutzer beklagen auch die Verstopfung der Suchergebnisliste mit für sie unerwünschten und unbrauchbaren Verweisen.
Es existiert eine Reihe von Browser-Erweiterungen, welche die Suchergebnisse der großen Suchmaschinen automatisch von Werbelinks bereinigen und nur die natürlichen Suchergebnisse darstellen.
Auch in Bloggerkreisen gibt es immer mehr sogenannte Sponsored Postings, die von Unternehmen bezahlt werden. Die Links, die sich in diesen Sponsored Postings befinden sind nach Google-Richtlinien verboten, wenn sie nicht als „nofollow“ gekennzeichnet sind.